# Ian McShane
Ian David McShane (Blackburn, 1942. szeptember 29. –) Golden Globe-díjas brit színész, szinkronszínész.
Leginkább televíziós alakításairól ismert: feltűnt a Lovejoy címszerepében (1986–1994), illetve Al Swearengenként a Deadwood (2004–2006) című televíziós westernsorozatban és annak 2019-es tévéfilmes folytatásában. A szereppel két jelölésből egy Golden Globe-díjat nyert, valamint Primetime Emmy- és Screen Actors Guild-jelöléseket is szerzett. 2017–2021 között Szerda urat formálta meg az Amerikai istenek című sorozatban.

## Élete és pályafutása
1942. szeptember 29-én született az angliai Blackburnben, a híres skót származású labdarúgó Harry McShane és Irene McShane fiaként.

## Magánélete
Háromszor nősült. Második házasságából két gyermeke született.

## Filmográfia

### Film
| Év   | Magyar cím                                 | Eredeti cím                                 | Szerep                     | Magyar hang     |
| ---- | ------------------------------------------ | ------------------------------------------- | -------------------------- | --------------- |
| 1962 | Vadul vagy engedékenyen                    | The Wild and the Willing                    | Harry Brown                |                 |
| 1965 |                                            | The Pleasure Girls                          | Keith Dexter               |                 |
| 1966 |                                            | Sky West and Crooked                        | Roibin                     |                 |
| 1969 | Ha kedd van, akkor ez Belgium              | If It's Tuesday, This Must Be Belgium       | Charlie Cartwright         | Ernyey Béla     |
| 1969 | Ha kedd van, akkor ez Belgium              | If It's Tuesday, This Must Be Belgium       | Charlie Cartwright         | Széles László   |
| 1969 | Ha kedd van, akkor ez Belgium              | If It's Tuesday, This Must Be Belgium       | Charlie Cartwright         | Dányi Krisztián |
| 1969 | Angliai csata                              | Battle of Britain                           | Andy vadászpilóta          | Bordás János    |
| 1970 | Őrület a köbön                             | Pussycat, Pussycat, I Love You              | Fred C. Dobbs              |                 |
| 1970 |                                            | The Ballad of Tam Lin                       | Tom Lynn                   |                 |
| 1970 |                                            | Freelance                                   | Mitch                      |                 |
| 1971 | Kaktusz Jack                               | Villain                                     | Wolfe Lissner              |                 |
| 1972 | Kiszolgáltatott célpont                    | Sitting Target                              | Birdy Williams             |                 |
| 1973 | Sheila meghalt és New Yorkban él           | The Last of Sheila                          | Anthony                    |                 |
| 1974 | Váltságdíj                                 | Ransom                                      | Ray Petrie                 | Dörner György   |
| 1975 |                                            | Journey into Fear                           | Banat                      |                 |
| 1979 |                                            | The Great Riviera Bank Robbery              | az Agy                     |                 |
| 1979 | Az ötödik muskétás                         | The Fifth Musketeer                         | Fouquet                    |                 |
| 1979 |                                            | Yesterday's Hero                            | Rod Turner                 |                 |
| 1981 |                                            | Cheaper to Keep Her                         | Dr. Alfred Sunshine        |                 |
| 1983 | Villanófényben (Védtelenül)                | Exposed                                     | Greg Miller                |                 |
| 1984 | Meghurcolt ártatlanság                     | Ordeal by Innocence                         | Philip Durant              | Szokolay Ottó   |
| 1985 |                                            | Too Scared to Scream                        | Vincent Hardwick           |                 |
| 1985 |                                            | Torchlight                                  | Sidney                     |                 |
| 2000 | Szexi dög                                  | Sexy Beast                                  | Teddy Bass                 | Mihályi Győző   |
| 2002 | Bollywood királynő                         | Bollywood Queen                             | Frank                      |                 |
| 2003 | A játék neve: végzet                       | Nemesis Game                                | Jeff Novak                 |                 |
| 2003 | ÖcsiKém                                    | Agent Cody Banks                            | Brinkman                   | Kertész Péter   |
| 2005 |                                            | Nine Lives                                  | Larry                      |                 |
| 2006 | Füles                                      | Scoop                                       | Joe Strombel               | Végvári Tamás   |
| 2006 | Több, mint sport                           | We Are Marshall                             | Paul Griffen               | Végvári Tamás   |
| 2007 | Harmadik Shrek                             | Shrek the Third                             | Hook kapitány (hangja)     | Reviczky Gábor  |
| 2007 | Az örök kaszkadőr                          | Hot Rod                                     | Frank Powell               | Reviczky Gábor  |
| 2007 | Ébredő sötétség                            | The Seeker: The Dark Is Rising              | Merriman Lyon              | Dörner György   |
| 2007 | Az arany iránytű                           | The Golden Compass                          | Ragnar Sturlusson (hangja) | Bolla Róbert    |
| 2008 | Kung Fu Panda                              | Kung Fu Panda                               | Tai Lung (hangja)          | Kőszegi Ákos    |
| 2008 | Halálfutam                                 | Death Race                                  | Edző                       | Végvári Tamás   |
| 2009 | Coraline és a titkos ajtó                  | Coraline                                    | Mr. Bobinsky (hangja)      | Hollósi Frigyes |
| 2009 | Védtelen gyermek                           | Case 39                                     | Mike Barron nyomozó        | Orosz István    |
| 2009 | Tartozol a haláloddal                      | 44 Inch Chest                               | Meredith                   | Mihályi Győző   |
| 2010 | A varázslótanonc                           | The Sorcerer's Apprentice                   | narrátor (hangja)          | Perlaki István  |
| 2011 | A Karib-tenger kalózai: Ismeretlen vizeken | Pirates of the Caribbean: On Stranger Tides | Feketeszakáll              | Faragó András   |
| 2012 | Hófehér és a vadász                        | Snow White and the Huntsman                 | Beith, a törpe             | Reviczky Gábor  |
| 2013 | Az óriásölő                                | Jack the Giant Slayer                       | Brahmwell király           | Mihályi Győző   |
| 2014 | Flörti dancing                             | Cuban Fury                                  | Ron Parfitt                | Mihályi Győző   |
| 2014 | Herkules                                   | Hercules                                    | Amphiaraus                 | Mihályi Győző   |
| 2014 | John Wick                                  | John Wick                                   | Winston                    | Mihályi Győző   |
| 2014 |                                            | El Niño                                     | El Inglés                  |                 |
| 2015 |                                            | Bilal                                       | Umayyah (hangja)           |                 |
| 2016 | Agyas és agyatlan                          | Grimsby                                     | Ledford, az MI6 fejese     | Csernák János   |
| 2016 |                                            | The Hollow Point                            | Leland Kilbaught seriff    |                 |
| 2017 | John Wick: 2. felvonás                     | John Wick: Chapter 2                        | Winston                    | Mihályi Győző   |
| 2017 |                                            | Jawbone                                     | Joe Padgett                |                 |
| 2017 |                                            | Pottersville                                | Bart                       |                 |
| 2018 | Vigyázz, kész, Morc!                       | Here Comes the Grump                        | Morc (hangja)              |                 |
| 2019 | Hellboy                                    | Hellboy                                     | Trevor Bruttenholm         | Mihályi Győző   |
| 2019 |                                            | Bolden                                      | Leander Perry bíró         |                 |
| 2019 | John Wick: 3. felvonás – Parabellum        | John Wick: Chapter 3 – Parabellum           | Winston                    | Mihályi Győző   |
| 2022 | Apám sárkánya                              | My Father's Dragon                          | Saiwa a gorilla (hangja)   | Mihályi Győző   |
| 2023 | John Wick: 4. felvonás                     | John Wick: Chapter 4                        | Winston                    | Mihályi Győző   |
| 2024 | Kung Fu Panda 4.                           | Kung Fu Panda 4                             | Tai Lung (hangja)          | Kőszegi Ákos    |
| 2024 |                                            | American Star                               | Wilson                     |                 |
| 2025 | Balerina                                   | Ballerina                                   | Winston                    | Gergely Róbert  |
| 2025 | Az imprózós akció                          | Deep Cover                                  | Metcalfe                   |                 |

### Televízió (válogatás)

#### Tévéfilm
| Év   | Magyar cím                           | Eredeti cím                                      | Szerep                      | Magyar hang    |
| ---- | ------------------------------------ | ------------------------------------------------ | --------------------------- | -------------- |
| 1975 |                                      | The Lives of Jenny Dolan                         | Saunders                    |                |
| 1977 |                                      | Code Name: Diamond Head                          | Sean Donovan                |                |
| 1978 | A kalóz                              | The Pirate                                       | Rashid                      |                |
| 1982 | A levél                              | The Letter                                       | Geoff                       | Lukács Sándor  |
| 1983 |                                      | Grace Kelly                                      | III. Rainier monacói herceg |                |
| 1985 |                                      | Braker                                           | Alan Roswell                |                |
| 1986 | A Morgue-utcai gyilkosság            | The Murders in the Rue Morgue                    | rendőrprefektus             | Orosz István   |
| 1987 | Svindli a javából                    | Grand Larceny                                    | Flanagan                    | Gergely Róbert |
| 1988 | A nagy szökés 2.                     | The Great Escape II: The Untold Story            | Roger Bushell               | Király Attila  |
| 1988 |                                      | Chain Letter                                     | The Messenger of Death      |                |
| 1989 |                                      | Dick Francis Mysteries: Blood Sport              | David Cleveland             |                |
| 1989 | Dick Francis Mysteries: In The Frame |                                                  | David Cleveland             |                |
| 1989 | Dick Francis Mysteries: Twice Shy    |                                                  | David Cleveland             |                |
| 1990 | Perry Mason: A francia kapcsolat     | Perry Mason: The Case of the Desperate Deception | Andre Marchand              |                |
| 1994 |                                      | White Goods                                      | Ian Deegan                  |                |
| 1995 |                                      | Soul Survivors                                   | Otis Cooke                  |                |
| 1998 | Babylon 5. – A lélekvadász           | Babylon 5: The River of Souls                    | Robert Bryson, PhD          |                |
| 1999 |                                      | D.R.E.A.M. Team                                  | Oliver Maxwell              |                |
| 2002 | Apa és fia                           | Man and Boy                                      | Marty Mann                  |                |
| 2010 | Kung Fu Panda ünnepe                 | Kung Fu Panda Holiday Special                    | Tai Lung (hangja)           |                |
| 2019 | Deadwood – A film                    | Deadwood: The Movie                              | Al Swearengen               |                |

#### Sorozat
| Év        | Magyar cím                               | Eredeti cím                        | Szerep                                   | Megjegyzések                                                               |
| --------- | ---------------------------------------- | ---------------------------------- | ---------------------------------------- | -------------------------------------------------------------------------- |
| 1964      |                                          | Redcap                             | Sapper Russell                           | 1 epizód                                                                   |
| 1964      |                                          | The Sullavan Brothers              | David Hemming                            | 1 epizód                                                                   |
| 1966      |                                          | You Can't Win                      | Joe Lunn                                 | 7 epizód                                                                   |
| 1967      |                                          | Wuthering Heights                  | Heathcliff                               | 4 epizód                                                                   |
| 1975      | Alfa holdbázis                           | Space: 1999                        | Anton Zoref                              | 1 epizód                                                                   |
| 1976      |                                          | The Fantastic Journey              | Sir James Camden                         | 1 epizód                                                                   |
| 1977      | Gyökerek                                 | Roots                              | Sir Eric Russell                         | 1 epizód                                                                   |
| 1977      | A názáreti Jézus                         | Jesus of Nazareth                  | Iskarióti Júdás                          | - minisorozat (2 epizód) - magyar hangja: - Dörner György                  |
| 1978      |                                          | Will Shakespeare                   | Christopher Marlowe                      | 1 epizód                                                                   |
| 1978      |                                          | Disraeli                           | Benjamin Disraeli                        | minisorozat (4 epizód)                                                     |
| 1980      |                                          | Armchair Thriller - High Tide      | Curtis                                   | 4 epizód                                                                   |
| 1981–1982 | Magnum                                   | Magnum, P.I.                       | David Norman / Edwin Clutterbuck         | - 2 epizód - magyar hangja: - Gáspár Sándor - Végvári Tamás                |
| 1982      | Marco Polo                               | Marco Polo                         | Ali Ben Yussouf                          | - minisorozat (2 epizód) - magyar hangja: - Végvári Tamás                  |
| 1983      |                                          | Bare Essence                       | Niko Theophilus                          | 11 epizód                                                                  |
| 1985      |                                          | Evergreen                          | Paul Lerner                              | minisorozat (3 epizód)                                                     |
| 1985      |                                          | A.D.                               | Sejanus                                  | minisorozat (5 epizód)                                                     |
| 1986–1994 |                                          | Lovejoy                            | Lovejoy                                  | 71 epizód                                                                  |
| 1987–1989 | Miami Vice                               | Miami Vice                         | Manuel Borbon tábornok / Esteban Montoya | 2 epizód                                                                   |
| 1988      |                                          | The Dirty Dozen                    | Lindberger                               | 1 epizód                                                                   |
| 1989      | Dallas                                   | Dallas                             | Don Lockwood                             | 13 epizód                                                                  |
| 1989      |                                          | Wonderworks: Young Charlie Chaplin | Charles Chaplin Sr.                      | 6 epizód                                                                   |
| 1989      |                                          | Minder                             | Jack Last                                | 1 epizód                                                                   |
| 1990      | Columbo                                  | Columbo                            | Leland St. John                          | - 1 epizód - (Columbo: Nyugodjék békében) - magyar hangja: - Forgács Gábor |
| 1990      |                                          | Mistress of Suspense               | Steven Castle                            | 1 epizód                                                                   |
| 1997      |                                          | The Naked Truth                    | Leland Banks                             | 2 epizód                                                                   |
| 2001      | Piszkos ügynökök                         | Thieves                            | Jack                                     | 1 epizód                                                                   |
| 2002      | Az elnök emberei                         | The West Wing                      | Nikolai Ivanovich                        | 1 epizód                                                                   |
| 2002      | Titkos küldetésben                       | In Deep                            | Jamie Lamb                               | 2 epizód                                                                   |
| 2003      | A cég                                    | Trust                              | Alan Cooper-Fozzard                      | 6 epizód                                                                   |
| 2003      |                                          | The Twilight Zone                  | Dr. Chandler                             | 1 epizód                                                                   |
| 2004–2006 | Deadwood                                 | Deadwood                           | Al Swearengen                            | 36 epizód                                                                  |
| 2008      | SpongyaBob Kockanadrág                   | SpongeBob SquarePants              | Gordon (hangja)                          | 1 epizód                                                                   |
| 2009      | A királyság                              | Kings                              | Silas Benjamin király                    | 12 epizód                                                                  |
| 2010      | A katedrális                             | The Pillars of the Earth           | Waleran Bigod                            | minisorozat (8 epizód)                                                     |
| 2012      | Amerikai Horror Story: Zártosztály       | American Horror Story: Asylum      | Leigh Emerson                            | 2 epizód                                                                   |
| 2015      | Ray Donovan                              | Ray Donovan                        | Andrew Finney                            | 9 epizód                                                                   |
| 2016      | Doctor Thorne                            | Doctor Thorne                      | Sir Roger Scatcherd                      | 3 epizód                                                                   |
| 2016      | Trónok harca                             | Game of Thrones                    | Ray testvér                              | 1 epizód (A megtört férfi)                                                 |
| 2017–2021 | Amerikai istenek                         | American Gods                      | Szerda úr                                | - 24 epizód - magyar hangja: - Gáspár Sándor                               |
| 2019      | Esküdt ellenségek: Különleges ügyosztály | Law & Order: Special Victims Unit  | Sir Tobias Moore                         | 1 epizód                                                                   |
| 2021      | A Simpson család                         | The Simpsons                       | Artemis (hangja)                         | 1 epizód                                                                   |
| 2023      | One Piece                                | One Piece                          | narrátor (hangja)                        | - 1 epizód - magyar hangja: - Galambos Péter                               |

### Videójátékok
| Év   | Cím           | Szerep           |
| ---- | ------------- | ---------------- |
| 2019 | John Wick Hex | Winston (hangja) |

## Fordítás
- Ez a szócikk részben vagy egészben  az   Ian McShane című angol Wikipédia-szócikk fordításán alapul.  Az eredeti cikk szerkesztőit annak laptörténete sorolja fel. Ez a jelzés csupán a megfogalmazás eredetét és a szerzői jogokat jelzi, nem szolgál a cikkben szereplő információk forrásmegjelöléseként.